# Amphixystis roseostrigella
Amphixystis roseostrigella är en fjärilsart som beskrevs av Legrand 1965. Amphixystis roseostrigella ingår i släktet Amphixystis och familjen äkta malar. Inga underarter finns listade i Catalogue of Life.